# 도둑 뇌사 사건
도둑 뇌사 사건은 2014년 3월 8일 오전 3시 15분때에 자신의 집으로 들어온 도둑을 폭행하여 식물인간에 이르게 한 사건이다.

## 사건

### 개요
강원도 원주시 남원로에 있는 주택에서 살던 20살의 최씨는 2014년 3월 8일 군대 입대를 앞둔 친구들과 어울리다 새벽 3시 15분쯤 집으로 돌아왔다가 2층 거실에서 서랍장을 뒤지던 도둑을 발견하고 격투 끝에 50대 도둑인 김씨(당시 55세)를 잡았고 경찰에 직접 신고했다. 그 직후 주먹으로 수차례 때려 넘어뜨리고, 김씨가 도망가려하자 그의 뒤통수를 발로 여러차례 차고 주위에 있던 빨래 건조대와 허리에 차고 있는 벨트까지 풀어 김씨의 등을 때려 결국 식물인간 상태에 빠트려 2014년 12월 25일 오전에 사망에 이르게 하였다. 항소심 선고공판을 앞두고 피해자가 사망하여 그동안 진행하던 재판을 취소하고 공소장의 적용법조를 상해치사죄로 변경하면서 담당 재판부가 춘천지방법원 제1형사부에서 상해치사죄 항소심을 담당하는 서울고등법원 춘천 제1형사부로 변경되었다.
이와 비슷한 사건은,  미국의 젊은 여성이 새벽에 911에 전화를 걸어 "어떤 남자가 문 앞에 와 있다"고 말하며, 자신은 "아이와 단 둘이 있다"고 하면서 경찰의 출동을 요청했고, 경찰이 바로 나타나지 않자 그 여성은 권총을 꺼낸 후 다시 911에 전화를 걸어 "남성이 문을 부수고 침입하면 총으로 쏴도 되냐"고 묻자 911 파견요원은 “제가 그렇게 하라고 허락할 순 없지만, 당신을 지키기 위해서라면 어떤 것이든 해야 하겠죠”라는 말로 답변을 대신했다. 그 후, 이 여성은 실제 문을 부수고 들어온 남성 중 1명을 총으로 쏴 현장에서 사살했으며, 함께 침입한 남성 1명은 검찰에 의해 "살아남은 남성이 함께 가택침입을 해서 친구가 사살 당하게 된 책임이 있다"는 판단으로 1급 살인 혐의로 기소되었다. 이와 함께 총을 쏜 해당 여성에겐 정당방위가 인정되었다.
미국의 사건과 비교되면서 정당방위에 관하여 경찰대에서 주관한 치안정보토론대회와 경성대에서 열린 총장배 대학생 토론대회 개최되는 등 사회적 논란이 되기도 하였다.

### 재판
1심 재판
춘천지방법원 원주지원 박병민 판사는 폭력행위 등 처벌에 관한 법률 위반(집단·흉기등상해) 혐의로 기소된 최씨에 대해 2014년 10월 24일 선고공판을 열고 "절도범인 피해자를 제압하기 위해 피해자를 폭행하였다고 하더라도, 피고인이 아무런 저항없이 도망만 가려고 했던 피해자의 머리 부위를 장시간 심하게 때려 사실상 식물인간 상태로 만든 행위는 절도범에 대한 방위행위로서의 한도를 넘어선 것"이라는 이유로 징역 1년6월을 선고했다.
2심 재판
서울고등법원 춘천 제1형사부 심준보 판사는 2015년 1월 20일 기존 폭력행위 등 처벌에 관한 법률 위반 혐의에서 검찰의 공소장 변경에 따라 상해치사 혐의로 기소된 최씨(21)에 대한 공판준비기일에서 피고인의 변호인은 "사망원인의 폐렴과 폭행은 직접적인 인과관계가 없을 뿐더러 집주인 최씨는 자신의 폭행으로 김씨가 사망할 것이라 전혀 예견하지 못했다"고 반박했다. 이에 따라 재판부는 호흡기 내과와 신경외과 전문의 각각 1명씩 총 2명의 전문심리위원에게 의견을 듣기로 했다.
이후 도둑의 사망 원인 의견을 받기로 한 전문심리위원 선정이 늦어져 사실 심리가 지연되고 있어 여유를 가지고 항소심 재판을 진행하고, 피의자의 방어권 보장을 위해 재판부 직권으로 2015년 3월 2일 피고인에 대하여 보석을 결정했고 2014년 10월부터 이 사건 항소심 변호를 맡아 "피고인 20대 청년의 행위는 ‘집에 침입한 도둑을 보고 놀란 상태에서 이뤄진 정당방위 또는 과잉방위에 해당한다’고 변론"하면서 검찰측과 맞서고 또 "피고인의 실제 폭행 시간이 검찰이 주장하는 10~20분이 아닌 4분에 불과한 점"도 밝혀낸 피고인의 국선변호인인 정별님 변호사가 국선전담 변호사를 마치면서 사선 변호사로 전환된 이후에도“사건을 맡으면서 피고인과 그 가족들과 인간적 신뢰가 쌓였고 형편이 넉넉치 않은 것을 알게 돼 도움을 주고 싶었다”는 이유로 피고인에 대하여 무료 변론을 계속하였다.

공소장 변경 이후 재판에서‘최씨가 사용한 빨래 건조대 등을 위험한 물건으로 볼 수 있느냐’와 ‘김씨의 과거 뇌질환 병력과 뇌사의 연관성’ 등이 쟁점이 된 가운데 "최씨의 폭행에 따른 상해와 합병증이 김씨의 직접적인 사인인 폐렴에 큰 영향을 끼쳤다"는 검찰이 "이미 제압한 도둑을 수 차례 폭행한 것은 정당방위나 과잉방위에도 해당하지 않는다"며 피고인의 항소기각을 주장하였고 "자신의 폭행으로 김씨가 사망할 것이라고 전혀 예상하지 못했고 여러 요인이 작용해 폐렴 진단이 나올 수 있는 만큼 집주인 최씨의 폭행과 김씨의 사망은 인과관계가 없다"고 반박한 피고인의 변호인 사이에서 법정 공방 끝에 서울고등법원 춘천 제1형사부는 2016년 1월 29일에 열린 상해치사 혐의로 기소된 집주인 22살 최씨의 항소심 선고공판에서 "피해자를 완전히 제압한 1차 폭행에 이어 추가 폭행이 있었다"며 "피고인의 행위는 방어 의사를 초월해 공격 의사가 압도적이었을 뿐만 아니라 사회통념상 상당성을 갖췄다고 볼 수도 없는 만큼 정당방위 또는 과잉방위에 해당하지 않는다"며 "피고인의 폭행과 피해자의 사망은 인과관계가 있다"고 하면서 징역 1년 6월의 실형을 선고한 원심을 파기하고 징역 1년 6월에 집행유예 3년을 선고하며 240시간의 사회봉사를 명령했다.
집행유예 선고된 직후 피고인은 "돌아가신 피해자에게는 죄송하다는 말씀을 드리고 싶다"라고 했고 피고인의 변호인은 "자신의 집에 침입해 물건을 훔치려 한 도둑을 제압한 피고인의 행위를 정당방위가 아닌 단순 범죄로 판단한 것은 이해할 수 없는 만큼 즉시 상고하겠다"고 밝혔다.
3심 재판
이에 대법원은 2016년 5월 12일 상해치사 혐의로 기소된 20살 최씨에게 "이미 쓰러져 움직일 수 없던 도둑을 추가로 폭행한 건 정당방위로 볼 수 없다"는 원심을 인정하고 피고인의 상고를 기각하면서 징역 1년 6월에 집행유예 3년을 확정했다.